# Rock 'n' Roll (альбом Джона Леннона)
Rock 'n' Roll — шостий студійний альбом англійського музиканта Джона Леннона. Виданий у лютому 1975 року, це альбом пісень кінця 1950-х — початку 1960-х років у кавер-версіях Леннона. Запис альбому був проблематичним і тривав цілий рік: Філ Спектор продюсував сесії у жовтні 1973 року на студії A&M, а Леннон — у жовтні 1974 року на Record Plant (East). Морріс Леві подав на Леннона до суду за порушення авторських прав на один рядок з його пісні «Come Together». Як частина угоди, Леннон мав включити три пісні, що належали Леві, до альбому Rock 'n' Roll. Спектор зник разом із записами сесії, а згодом потрапив в автокатастрофу, внаслідок чого треки альбому не були відновлені до початку сесій Walls and Bridges. Коли Walls and Bridges вийшов першим, з однією піснею, що належала Леві, той подав до суду на Джона, сподіваючись побачити альбом Rock 'n' Roll.
Альбом посів 6 місце в чартах Великої Британії та США, а згодом став золотим в обох країнах. Він був підтриманий синглом «Stand By Me», який посів 20-те місце в США і 30-те у Великій Британії. Фотографію для обкладинки зробив Юрген Фольмер під час перебування The Beatles у Гамбурзі. Це мав бути останній сольний альбом Леннона; не маючи жодних зобов'язань щодо контракту на запис, він зробив перерву в музичному бізнесі, щоб виховувати свого сина Шона. Леннон та його дружина Йоко Оно повернулися до музики, випустивши спільний реліз Double Fantasy у 1980 році.

## Передумови
У 1969 році Леннон написав пісню «Come Together» для альбому The Beatles Abbey Road. Натхненна піснею Чака Беррі «You Can't Catch Me», вона мала мелодійну схожість з оригіналом — і Леннон взяв третій рядок другого куплету («Here come [old] flat-top») для нового тексту. Видавець Морріс Леві подав позов за порушення авторських прав, і справа мала розглядатися в суді Нью-Йорка в грудні 1973 року. Пізніше справу було врегульовано в позасудовому порядку, за угодою, згідно з якою, за заявою Леві, Леннон повинен був «записати три пісні видавництва Big Seven на своєму наступному альбомі. Пісні, які [він] має намір записати в цей час, — 'You Can't Catch Me', 'Angel Baby' і 'Ya Ya'». Леннон мав право змінити останні дві пісні на будь-які інші, які були опубліковані Big Seven. Тим часом Леннон розійшовся з Йоко Оно і жив у Лос-Анджелесі зі своєю особистою асистенткою Мей Панг. Ностальгія якраз була тоді популярною темою у фільмі Американські графіті, а телебачення готувало серіал Happy Days (Джон і Панг навіть побували на зйомках). Тому Леннон, замість того, щоб писати власні пісні, і частково натхненний своїм аранжуванням, яке включало принаймні три пісні з каталогу видавничої компанії Леві, Big Seven Music, вирішив записати альбом старих пісень як свій наступний реліз, після Mind Games.

## Запис
– Джон Леннон, 1980
Спочатку Леннон об'єднався з продюсером Філом Спектором для запису альбому, дозволивши Спектору мати повний контроль. Спектор вибрав деякі пісні і забронював студію та музикантів. Коли з'явилась новина про те, що Леннон у Голлівуді записує альбом, кожен музикант захотів взяти участь у сесіях. У середині жовтня 1973 року були заброньовані сесії в студії A&M, в багатьох з них брало участь понад 30 музикантів, але сесії швидко занурилися у хаос, підживлюваний алкоголем. Одного разу Спектор з'явився в костюмі хірурга і вистрілив з пістолета в стелю студії, пошкодивши вуха Леннона. Іншим разом пляшка віскі пролилася на мікшерний пульт A&M Studio, що призвело до заборони на проведення майбутніх сесій у цьому приміщенні. Без відома Леннона, щовечора Спектор виносив майстер-касети зі студії і переносив їх до себе додому. Потім Спектор зник разом із записами, і про нього не було чути протягом кількох місяців. Спектор зробив один загадковий дзвінок Леннону, стверджуючи, що у нього є «плівки Джона Діна» з нещодавнього Вотергейтського скандалу; Леннон зробив висновок, що Спектор мав на увазі, що у нього є основні записи альбому. Коли 31 березня 1974 року Спектор потрапив в автокатастрофу і впав у кому, проєкт було призупинено на невизначений термін. В середині 1974 року Леннон повернувся до Нью-Йорка разом з Мей Панг і почав писати і записувати новий альбом оригінального матеріалу Walls and Bridges. Незадовго до початку цих сесій Ел Курі, тодішній керівник відділу просування Capitol Records, знайшов плівки Спектора. Не бажаючи порушувати ритм, Леннон відклав плівки на полицю і завершив роботу над Walls and Bridges.
Після виходу Walls and Bridges Леннон відмовився від угоди з Леві, і той почав погрожувати подати повторний позов, але Леннон пояснив Леві, що сталося, і запевнив його, що альбом каверів дійсно знаходиться в роботі. Леві надав Леннону свою ферму в північній частині штату Нью-Йорк для репетицій матеріалу. Потім Джон відкликав сесійних музикантів з Walls and Bridges, щоб завершити старі треки. Кілька треків так і не пройшли стадію репетицій: «C'mon Everybody», «Thirty Days», «That'll Be the Day» — група зіграла кілька імпровізованих джемів. Кавер на пісню The Ronettes «Be My Baby» залишався невиданим до 1998 року, коли він був включений до бокс-сету John Lennon Anthology, що охоплює всю кар'єру музиканта.
21 жовтня Леннон вирушив на студію звукозапису Record Plant East, де за кілька днів завершив запис старих треків. Джон хотів, щоб музиканти дотримувалися оригінальних аранжувань пісень, окрім «Do You Wanna Dance?». Зведення та редагування тривало до середини листопада. Щоб запевнити Леві, що робота йде успішно, Леннон дав йому на перевірку чорнові записи сесій. Леві взяв записи і надрукував власну версію альбому під назвою Roots: John Lennon Sings the Great Rock & Roll Hits на своєму лейблі звукозапису Adam VIII, після чого подав до суду на Леннона, EMI і Capitol на 42 мільйони доларів за порушення контракту. Capitol/EMI швидко домоглися судової заборони. Після двох судових процесів, в яких Леннон мав переконати суд у різниці між чорновою версією і фінальним дублем, Леві виграв 6 795 доларів як компенсацію за збитки, а Леннон виграв 144 700 доларів у лютому 1976 року. Спочатку реліз альбому був запланований на квітень 1975 року; однак у лютому 1975 року Capitol Records поспіхом випустила офіційний Rock 'n' Roll як «бюджетний» альбом Capitol (з префіксом SK — на один долар дешевше, ніж звичайні релізи), щоб протидіяти продажам альбому Леві.

## Критична оцінка
Хоча деякі критики висміяли альбом як «крок назад», The Rolling Stone Album Guide написав, що «Джон надає гідності цим класичним творам; його спів ніжний, переконливий і закоханий». AllMusic описав альбом «як вершину в каталозі [Леннона] після Imagine: альбом, який ловить його, коли йому нічого доводити і не потрібно намагатися».
Альбом вийшов 17 лютого 1975 року в США і через кілька днів у Великій Британії, 21 лютого 1975 року. Він досягнув 6-го місця як у Великій Британії, так і в Сполучених Штатах. 10 березня і 18 квітня 1975 року в США і Великій Британії відповідно, «Stand By Me» вийшла як сингл, разом з «Move Over Ms. L», піснею, яка мала з'явитися на альбомі Walls and Bridges, але була вирізана з остаточного трек-листа. «Stand by Me» досягла піку на 20-му місці в США і на 30-му у Великій Британії. Леннон просував пісню, з'явившись на телешоу BBC The Old Grey Whistle Test, в якому також було інтерв'ю для Боба Гарріса. В шоу Леннон співав наживо під фонограми «Stand by Me» і «Slippin' and Slidin'». Леннон також з'явився на шоу Salute to Sir Lew — The Master Showman, де він знову співав наживо під фонограми, на цей раз під три композиції: «Stand by Me», «Slippin' and Slidin'» та «Imagine». Другий сингл, «Slippin N Slidin»/«Ain't That a Shame», був анонсований, і промо-копії були надруковані, але він не вийшов. «Ya Ya», підкріплена «Be-Bop-A-Lula», вийшла як сингл лише в Німеччині, досягнувши 47 місця в хіт-параді Media Control Charts. Леннон сказав про Rock 'n' Roll наступне: «Він почався в 73-му році з Філом і розпався. Я став частиною божевільних, п'яних сцен у Лос-Анджелесі і врешті-решт покінчив з ним сам. І з ним все ще були проблеми аж до тієї хвилини, коли він вийшов. Я не можу почати говорити, що це просто бардак, на цьому альбомі лежить прокляття».
Невдовзі після виходу альбому Леннон помирився з Оно, і вона незабаром завагітніла. Вирішивши не втрачати ще одну дитину після трьох поспіль викиднів, Леннон вирішив призупинити музичну кар'єру заради сім'ї. Того ж жовтня (на 35-й день народження батька) народився Шон Леннон; після виходу збірки Shaved Fish Леннон не повернеться з новим релізом аж до 1980 року. «Stand by Me» був перевиданий у США разом з «Woman Is the Nigger of the World» 4 квітня 1977 року. Rock 'n' Roll знову потрапив до хіт-параду у Великій Британії 17 січня 1981 року під номером 64. У США він був перевиданий у жовтні 1980 року, також за бюджетною ціною, і на короткий час перевиданий у Великій Британії бюджетним лейблом Music for Pleasure з альтернативною обкладинкою 25 листопада 1981 року. Після смерті Леннона альбом, разом з сімома іншими альбомами Леннона, був перевиданий EMI у складі бокс-сету, який вийшов у Великій Британії 15 червня 1981 року. У 1981 році Бельгія та Франція видали альбом разом з альбомом The Beatles Rock'n'Roll Music як частину бокс-сету. Вперше альбом був виданий на CD 26 травня 1987 року. 1988 року альбом був перевиданий в Австралії з альтернативною обкладинкою і під назвою Rip It Up. У 2004 році Йоко Оно керувала перезведенням Rock 'n' Roll для його перевидання, включаючи чотири бонус-треки з «нещасливих» сесій у Спектора. Ці залишки від сесій вже з'являлися як частина Menlove Ave. 1986 року або бокс-сету John Lennon Anthology. (Спільна композиція Леннона і Спектора «Here We Go Again» не увійшла до ремастированого Rock 'n' Roll, її можна знайти на Menlove Ave., а також на альбомі саундтреків до фільму The U.S. vs. John Lennon і на 4-дисковому наборі Gimme Some Truth 2010 року, на 4-му диску під назвою «Roots», що містить треки з Rock 'n' Roll). 2010 року оригінальні мікси альбому були ремастировані, альбом був доступний окремо як частина John Lennon Signature Box.

## Обкладинка

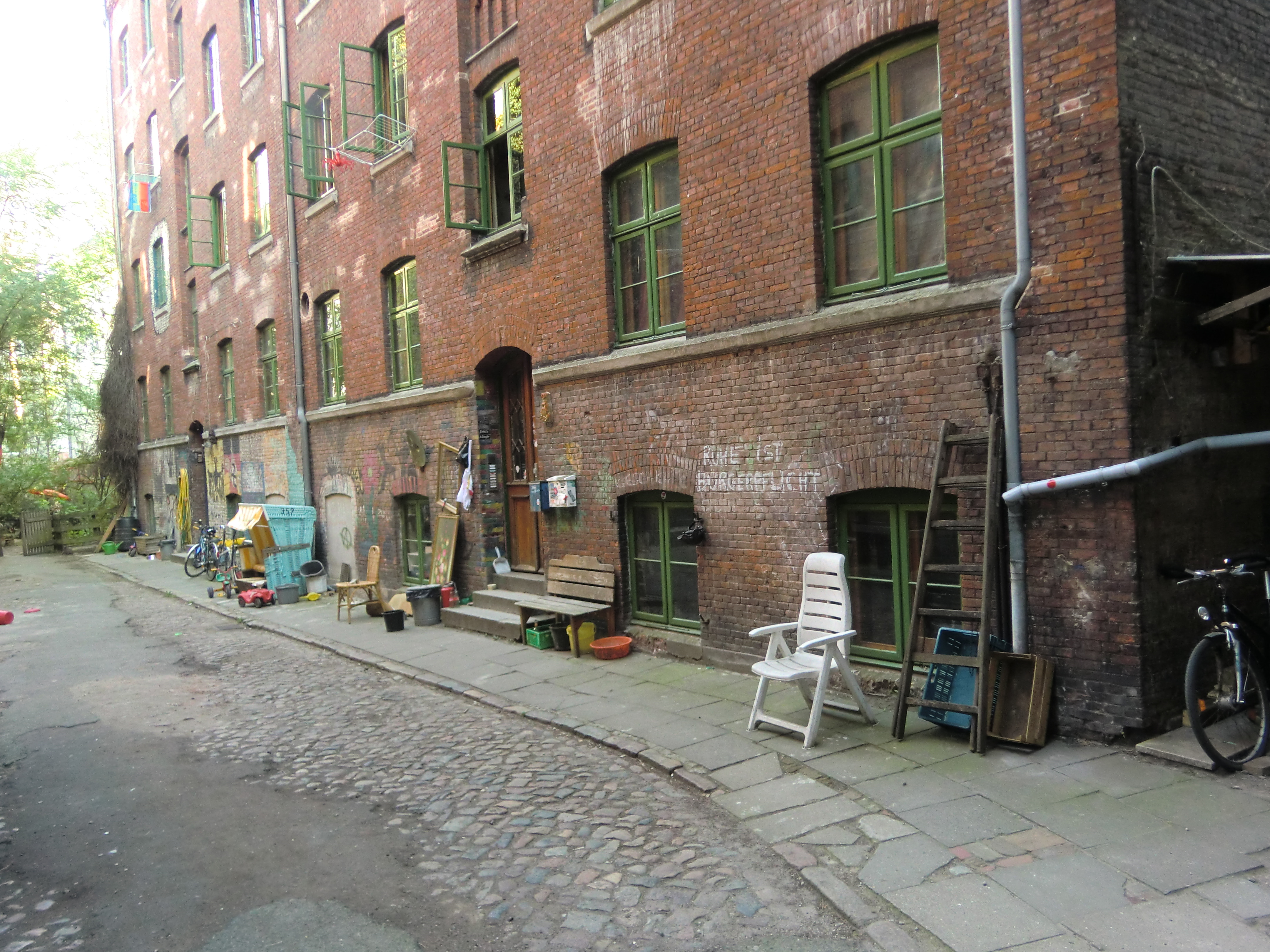
Сучасний вигляд вулиці, де була зроблена обкладинка альбому

Леннон планував використати деякі зі своїх дитячих малюнків для обкладинки альбому, і виробництво вже почалося, але Леннон передумав, тож ілюстрації були використані для альбому Walls and Bridges. У вересні 1974 року Мей Панг відвідала перший з'їзд Beatlefest на прохання Леннона і зустріла Юргена Фольмера, старого друга Бітлз з Гамбурга, який фотографував гурт ще з гамбурзького періоду їхньої творчості. Він продавав кілька вражаючих портретів, і Панг негайно зателефонувала Леннону, щоб розповісти йому про свою знахідку. Возз'єднавшись з Фольмером у Нью-Йорку, Леннон обрав одну з його фотографій для обкладинки альбому.
На фото зображений Леннон у дверному отворі, а на передньому плані — три розмиті фігури, що проходять повз нього. Це Джордж Гаррісон, Стюарт Саткліфф і Пол Маккартні. Фотографія була зроблена на вулиці Волвілль, 22 у Гамбурзі. Робоча назва альбому була Oldies But Mouldies; офіційна назва не була обрана, поки Леннон не побачив неонову вивіску, підготовлену як обкладинку Джоном Уомото, з ім'ям Леннона і словами «ROCK 'N' ROLL» внизу. Це справило на Леннона позитивне враження, і це стало назвою альбому.

## Трек-лист
| Сторона 1 | Сторона 1                       | Сторона 1  |
| #         | Назва                           | Тривалість |
| --------- | ------------------------------- | ---------- |
| 1.        | «Be-Bop-A-Lula»                 | 2:39       |
| 2.        | «Stand By Me»                   | 3:26       |
| 3.        | «Medley: Rip It Up/Ready Teddy» | 1:33       |
| 4.        | «You Can't Catch Me»            | 4:51       |
| 5.        | «Ain't That a Shame»            | 2:38       |
| 6.        | «Do You Want to Dance»          | 2:53       |
| 7.        | «Sweet Little Sixteen»          | 3:01       |

| Сторона 2 | Сторона 2                                           | Сторона 2  |
| #         | Назва                                               | Тривалість |
| --------- | --------------------------------------------------- | ---------- |
| 8.        | «Slippin' and Slidin'»                              | 2:16       |
| 9.        | «Peggy Sue»                                         | 2:06       |
| 10.       | «Medley: Bring It On Home to Me/Send Me Some Lovin» | 3:41       |
| 11.       | «Bony Moronie»                                      | 3:47       |
| 12.       | «Ya Ya»                                             | 2:17       |

| Бонус-треки перевидання 2004 року | Бонус-треки перевидання 2004 року | Бонус-треки перевидання 2004 року |
| #                                 | Назва                             | Тривалість                        |
| --------------------------------- | --------------------------------- | --------------------------------- |
| 13.                               | «Angel Baby»                      | 3:44                              |
| 14.                               | «To Know Her Is to Love Her»      | 4:31                              |
| 15.                               | «Since My Baby Left Me»           | 4:40                              |
| 16.                               | «Just Because (Reprise)»          | 1:25                              |

## Персоналії
- Джон Леннон — гітара, вокал
- Джессі Ед Девіс — гітара
- Jim Calvert — гітара
- Стів Кроппер — гітара
- Луї Шелтон — гітара
- Едді Моттау — акустична гітара
- Хосе Фелісіано — акустична гітара
- Майкл Хейзелвуд — акустична гітара
- Клаус Воорманн — бас-гітара, вокал на «Bring It On Home to Me»
- Леон Расселл — клавішні
- Кен Ашер — клавішні
- Майкл Ленг — клавішні
- Джим Келтнер — барабани
- Хел Блейн — барабани
- Гері Маллабер — барабани
- Артур Дженкінс — перкусія
- Ніно Темпо — саксофон
- Джефф Баррі — духові
- Баррі Манн — духові
- Боббі Кіз — духові
- Пітер Джеймсон — духові
- Джозеф Темперлі — духові
- Денніс Морус — духові
- Френк Вікарі — духові